# Marcel Landowski
Marcel Landowski (Pont-L'Abbé, Finisterre, Bretaña, 18 de febrero de 1915 - París, 23 de diciembre de 1999) fue un compositor y director de orquesta francés.
Estudió armonía, fuga y dirección de orquesta en el Conservatorio de París y amplió estudios con Pierre Monteux y Arthur Honegger.
Fue director de la música del ministerio de Cultura francés y de la Orquesta de la Radiodifusión Francesa.
En su faceta de compositor, es autor de una amplia producción muy orientada hacia la experimentación y la música concreta.
Destacan sus obras teatrales:
- Concierto n.º 1 para concierto: (1940)
- Le rire de Niels Halerius (1944-1948)
- El boig: (1948)-(1955), drama lírico
- Le Fou: (1956), ópera.
- Cinco sinfonías: (1949)-(1998)
- Concierto para ondas Martenot y orquesta: (1945).
- Montségur: (1985), ópera.
- L'interrogation: (1995), cuarteto de cuerdas.

También es autor de bandas sonoras para el cine, con Gigi coo la más destacada, y música incidental.